# Агенція оборонних закупівель
Агенція оборонних закупівель (офіційно Державне підприємство Міністерства оборони України «Агенція оборонних закупівель», англ. The State Enterprise of the Ministry of Defence of Ukraine «Defense Procurement Agency»)— національна агенція, що забезпечує Збройні сили України БПЛА, боєприпасами та технікою.  
Місія Агенції оборонних закупівель — забезпечувати потреби Збройних сил України, щоб вони фокусувались на головній меті. 

## Історія
Утворення Агенції оборонних закупівель відбулося 17 червня 2022 року згідно з Наказом Міністерства оборони України №159 «Про утворення державного підприємства Міністерства оборони України "Агенція оборонних закупівель". Йшлося про створення єдиної національної агенції, що забезпечує централізовану закупівлю товарів, робіт та послуг, призначених для використання у сферах національної безпеки та оборони, за кошти національного бюджету та інших джерел фінансування. 
Пізніше Постанова КМУ №494 «Деякі питання здійснення оборонних закупівель службою державного замовника» визначила порядок використання Агенцією оборонних закупівель коштів, передбачених у державному бюджеті для здійснення закупівель товарів, робіт і послуг оборонного призначення. Агенція оборонних закупівель набула статусу служби державного замовника. 
В умовах війни ефективні оборонні закупівлі – ключовий пріоритет держави. Наразі Міноборони та керівництво Агенції оборонних закупівель зосереджені на контрактуванні та безперебійному постачанні БПЛА, озброєння і боєприпасів на фронт. 

## Наглядова рада
| Посада                   | ПІБ                              | Обрання         |
| ------------------------ | -------------------------------- | --------------- |
| Член (за квотою від МОУ) | Гаврилюк Іван Юрійович           | 07 березня 2025 |
| Член (за квотою від МОУ) | Гайдер Станіслав Мечеславович    | 07 березня 2025 |
| Член (незалежний)        | Кузнецова Катерина Станіславівна | 11 жовтня 2024  |
| Член (незалежний)        | Столарські Лукаш                 | 11 жовтня 2024  |

## Керівництво
| № | ПІБ                      | Розпочато роботу | Залишено посаду |
| - | ------------------------ | ---------------- | --- |
| 1 | Тетяна Поліщук (т.в.о.)  | 17 червня 2022   | 19 серпня 2022 |
| 2 | Володимир Пікузо         | 19 серпня 2022   | 3 січня 2024 |
| 3 | Оксана Щибря (т.в.о.)    | 3 січня 2024     | 29 січня 2024 |
| 4 | Марина Безрукова         | 29 січня 2024    | 31 січня 2025 (спірно) відсторонена від виконання посадових обов’язків на час службового розслідування з 25 по 31 січня 2025 |
| 5 | Арсен Жумаділов (т.в.о.) | 25 січня 2025    | 05 березня 2025 |
| 6 | Арсен Жумаділов          | 06 березня 2025  | |

## Структура
В березні 2025 року в Агенції імплементований портфельний підхід до управління, який застосовується в агенціях забезпечення країн НАТО. Він дозволяє контролювати процес на кожному етапі та швидко масштабуватись за потреби. 
Наразі в АОЗ функціонують 3 програми: БПЛА, боєприпаси та техніка. Їх очолюють програмні директори.  Крім цього, введені посади проектних-менеджерів, які будуть відповідати за окремі закупівельні напрямки. Натомість виробничі підрозділи тепер поділені за функціоналом: 
- управління категорійного менеджменту
- відділ закупівель
- відділ супроводу договорів
- управління супроводу поставок
- відділ контролю якості та технічної інспекції

## Звільнення директора ДП МОУ "Агенція оборонних закупівель" Марини Безрукової
31 січня 2025 Міністерством оборони України звільнило директора ДП МОУ "Агенція оборонних закупівель" Марину Безрукову із займаної посади.
Міністерство обґрунтовує таке рішення необхідністю гарантування стійкого та безперервного забезпечення фронту озброєнням та боєприпасами. 
З огляду на значний інтерес до цієї справи, Міністерство оборони України роз’яснило юридичні аспекти зміни керівництва Агенції. 
20 січня 2025 року Міноборони отримало лист Голови Наглядової ради із повідомленням про засідання того ж дня, на якому планувалося продовжити контракт з директором Агенції. Того ж вечора у Facebook з’явилося повідомлення Агенції про прийняття цього рішення, хоча міністерство ще не надало свого погодження. 
21 січня Міноборони офіційно аргументовано рекомендувало не продовжувати контракт із директором. Після того, як Міноборони самостійно направило свою позицію всім членам Наглядової ради, незалежні члени змінили свою думку та проголосували проти підписання додаткової угоди про продовження контракту з директором. 
Важливо, що при прийнятті Марини Безрукової на роботу в Агенцію в січні 2024 року контракт з нею був укладений Міністерством оборони, яке діяло від власного імені як уповноважений орган управління Агенцією. Законом встановлено, що зміна контракту відбувається за згодою його сторін. Отже, продовження контракту з Мариною Безруковою вимагало згоди Міноборони.
Попри це, 23 січня 2025 року Голова Наглядової ради Юрій Джигир підписав додаткову угоду без відповідного погодження з Міністерством оборони. Цим він вийшов за межі своїх повноважень, визначених законом та Статутом підприємства. 
24 січня Міністр оборони України Рустем Умєров вийшов із комунікацією на своїй сторінці у Facebook щодо не продовження котракту з очільницею АОЗ Мариною Безруковою. 